# Elmbridge (Gloucestershire)
Elmbridge – dzielnica w Gloucester, w Anglii, w Gloucestershire, w dystrykcie Gloucester. Leży 2,2 km od centrum miasta Gloucester i 152,4 km od Londynu. W 2011 roku dzielnica liczyła 5776 mieszkańców.